# Peziza lividula
Peziza lividula är en svampart som beskrevs av W. Phillips 1877. Peziza lividula ingår i släktet Peziza och familjen Pezizaceae.   Inga underarter finns listade i Catalogue of Life.